# Schloss Philippsruhe

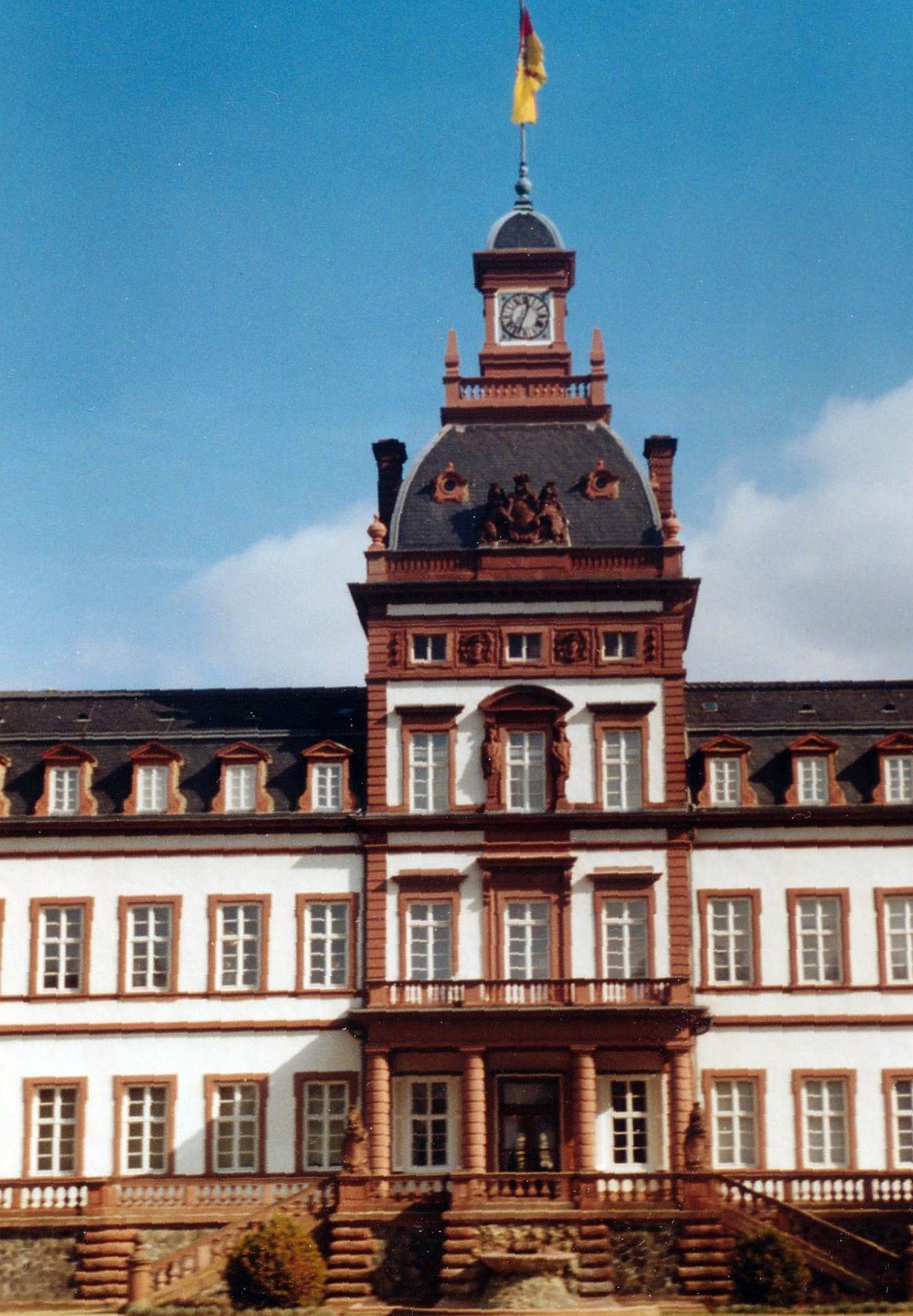
Schloss Philippsruhe.

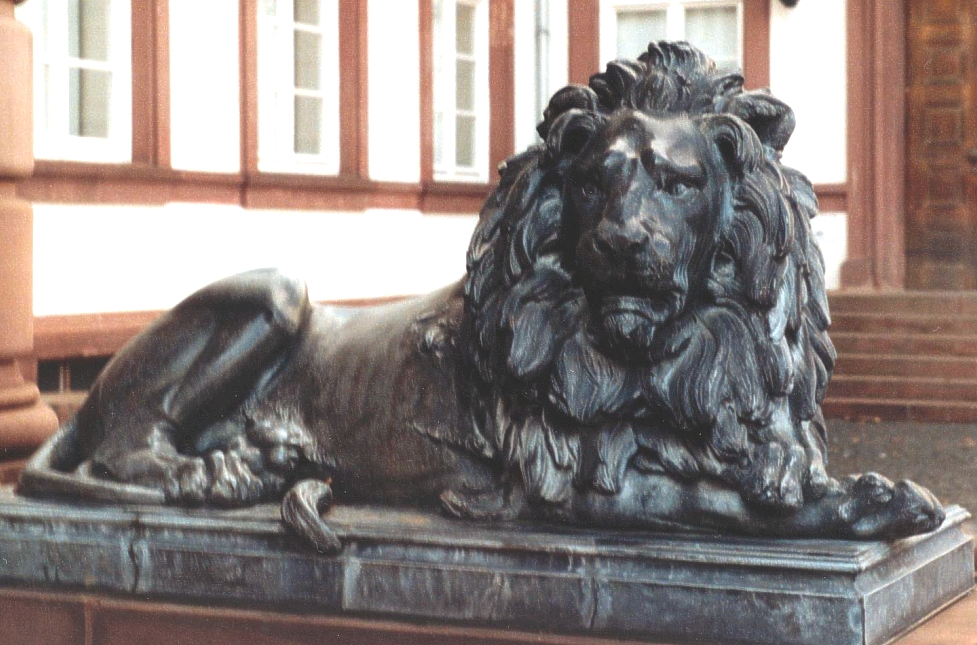
Leeuw voor het Schloss Philippsruhe.

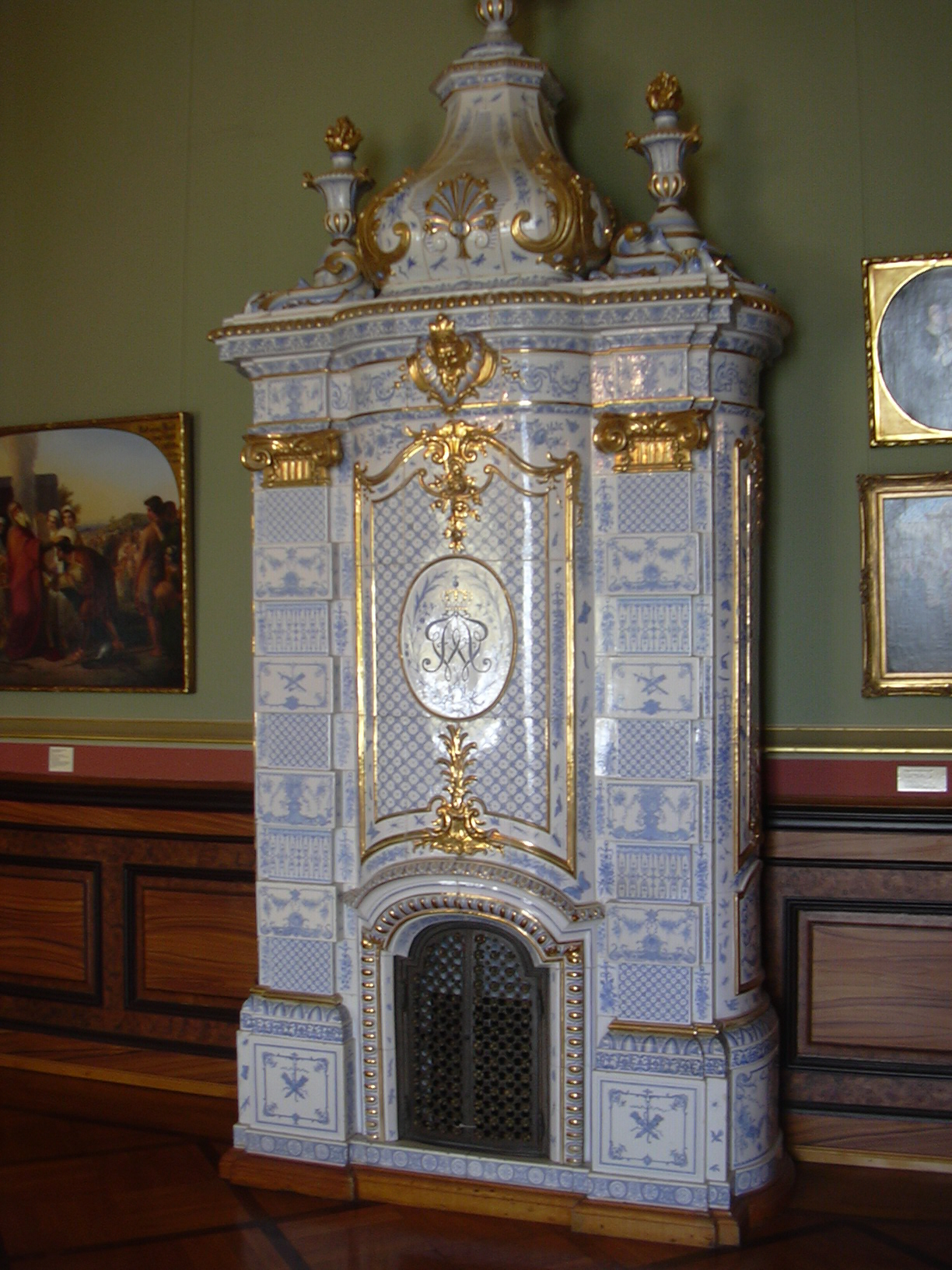
Kachel in het Schloss Philippsruhe.

Schloss Philippsruhe is gebouwd in de periode 1700 tot 1725 voor de Hanauer Graaf Philipp Reinhard, bij Hanau-Kesselstadt, een voormalige gemeente en tegenwoordig een buitenwijk in het westen van de stad Hanau. Het kasteel huisvest enige musea.

## Ontwerp en bouw
In 1594 kocht graaf Philipp Ludwig II van Hanau in de nabijheid van het huidige kasteel grond om er een paleis te bouwen. Dit Renaissancepaleis werd verwoest tijdens de 30-jarige oorlog.
Aan het eind van de 17de eeuw, besloot graaf Philipp Reinhard, een oudere broer van Johan Reinhard III van Hanau, op die plaats een nieuw paleis te bouwen. Het plan is ontworpen door de architect Julius Ludwig Rothweil, de latere (ver)bouwer van Schloss Arolsen. De bouw van het hoofdgebouw begon 1701. Rothweil hield ook toezicht op de eerste fasen van de bouw, maar werd nauwelijks een jaar na het begin van de bouw vervangen door de Franse architect Jacques Girard.
Het geheel is gebaseerd op het Franse Kasteel Clagny niet ver van Versailles , ontworpen door de architect Hardouin-Mansart en bestaat uit een dominant centraal gebouw van twee verdiepingen met woonruimten en vleugels aan weerszijden met één verdieping, die zijn gegroepeerd rond een binnenplaats. De paviljoens op de hoeken zijn gecreëerd in 1702, de stallen en het koetshuis in 1706.
De laatste Hanauer graaf Johan Reinhard III van Hanau liet het barokke complex in 1723 aanvullen met een oranjerie aan de noordwestkant van het park.
In 1880-1885 liet Frederik van Hessen-Kassel (1820-1884), die er samen met zijn gemalin, prinses Anna van Pruisen (1836-1918), zijn oude dag wilde doorbrengen, het kasteel in neo-stijlen, overwegend neobarok, renoveren. De fraaie smeedijzeren ingangspoort uit 1879 werd in zijn opdracht uit Frankrijk geïmporteerd. Het huidige interieur van het kasteel dateert nog grotendeels uit deze periode.
Het kasteel bleef in de Tweede Wereldoorlog voor verwoestingen gespaard. De naburige stad Hanau niet. Van 1945-1964 was het kasteel daarom het tijdelijke gemeentehuis van Hanau.

## Bezienswaardigheden in en om het kasteel

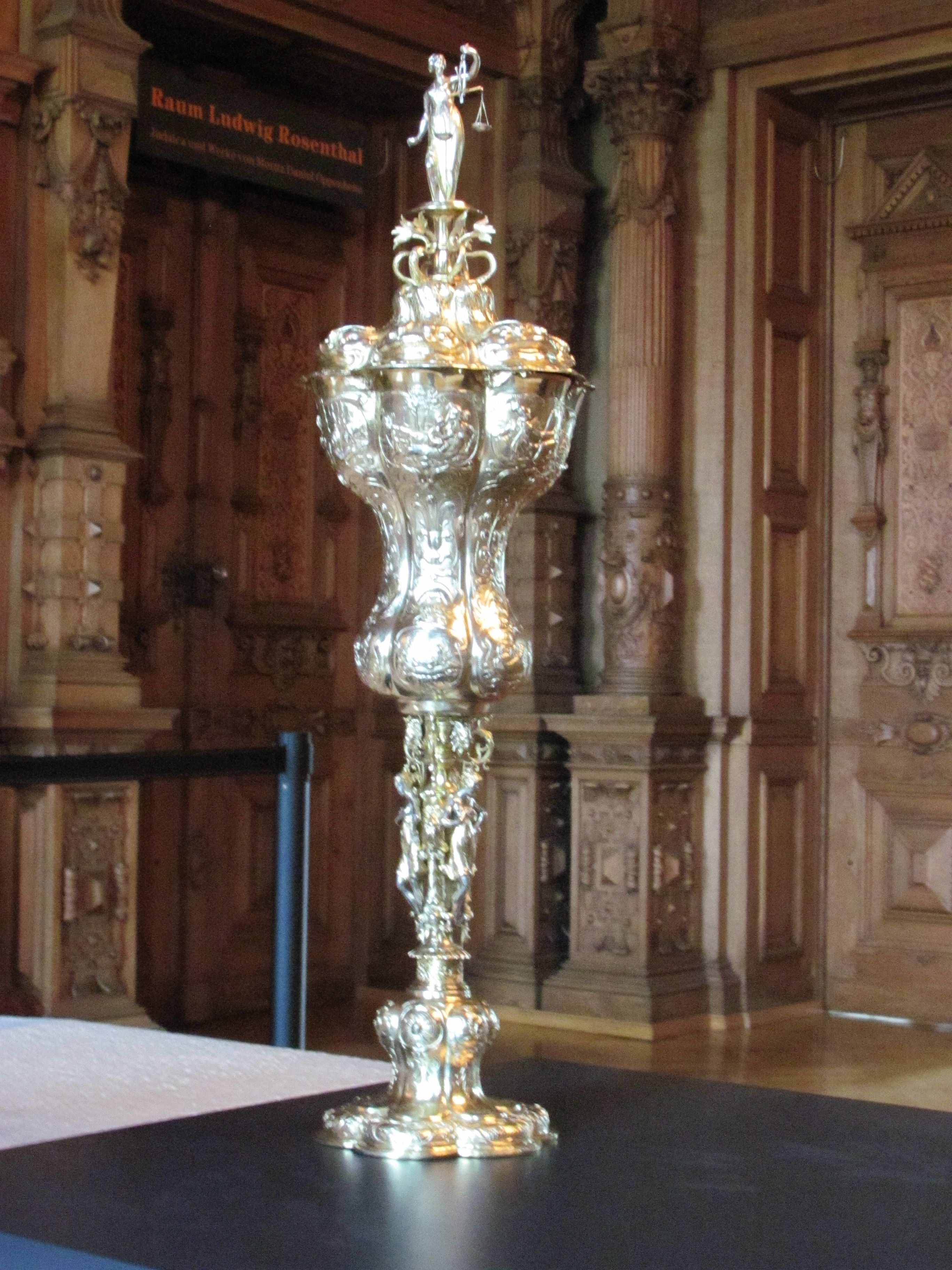
Zilveren Raadsbokaal
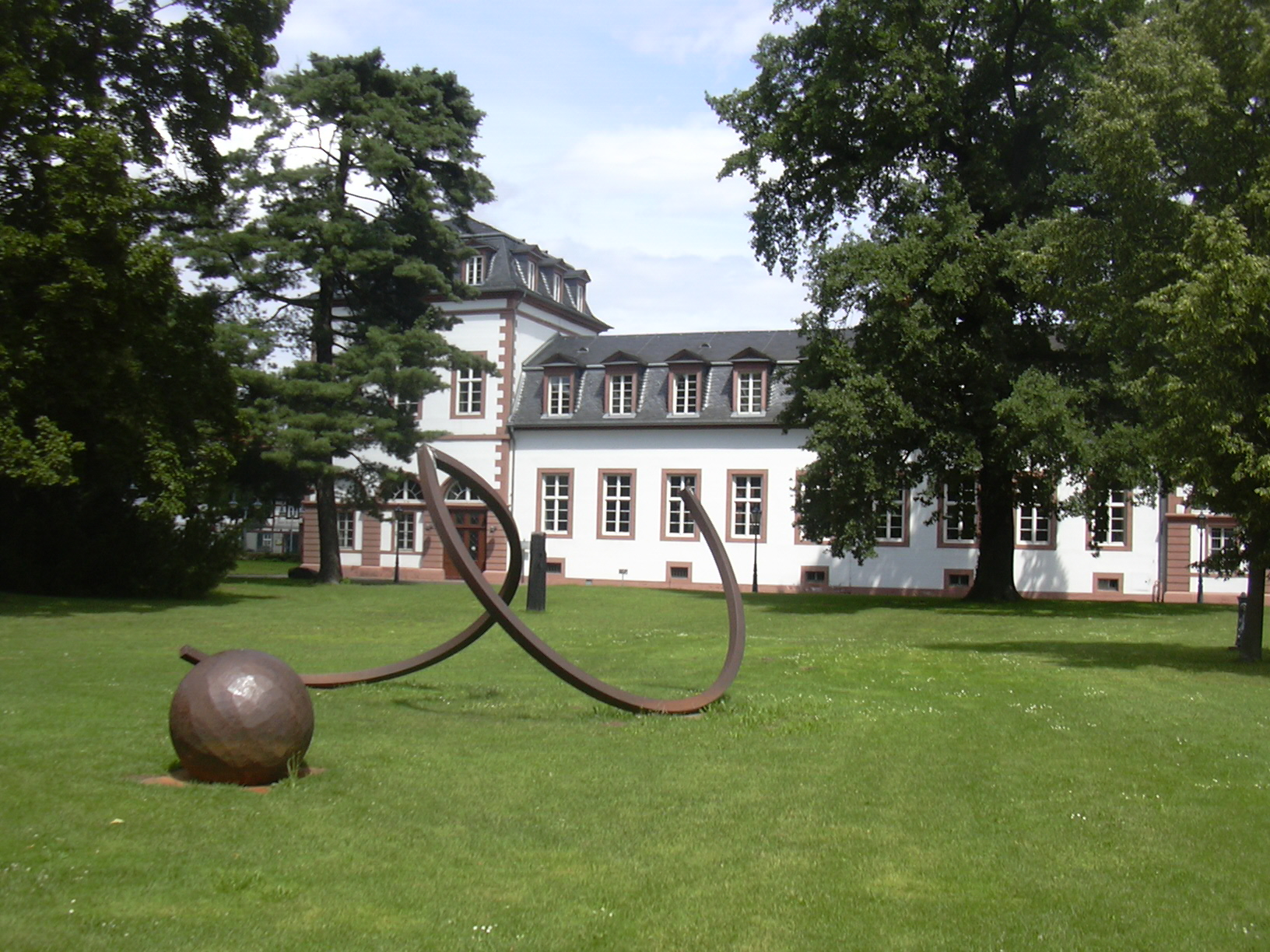
Sculptuur van Alf Lechner in het beeldenpark

- Philippsruher Schlosskonzerte, concerten van klassieke muziek in het kasteel
- Historisch museum van de stad Hanau; belangrijk in de collectie van dit museum zijn o.a.:
  - de omstreeks 1621-1625 gemaakte zilveren Raadsbokaal van de stad Hanau
  - een verzameling faience uit de faiencefabriek van Hanau, die van 1661 tot 1806 bestond
  - talrijke interessante, veelal Nederlandse of Duitse schilderijen uit de 17e t/m 19e eeuw, met een nadruk op mythologische scènes, stillevens en portretten, waaronder werk van:
    - Abraham Bloemaert
    - Melchior d'Hondecoeter
    - Jan Fijt
    - Willem van Honthorst
    - Jacob Marrel
    - Johann Heinrich Tischbein de Oudere en diens jongere broer Anton Wilhelm Tischbein (1730-1804)
    - de in Hanau geboren joodse schilder Moritz Daniel Oppenheim.
- Doe-museum GrimmsMärchenReich, gewijd aan de sprookjes van de Gebroeders Grimm, bedoeld voor zowel kinderen als volwassenen
- Papiertheater-Museum in het kasteel, grote collectie papieren theaters.
- Het Skulpturenpark Schloß Philippsruhe is een beeldenpark rond het kasteel met abstracte beeldhouwwerken van negen beeldhouwers.
- Jaarlijks worden, in een grotendeels overdekt amfitheater in een hoek van het kasteelpark, de Brüder Grimm Festspiele Hanau gehouden, een muziek- en theaterfestival, gebaseerd op de sprookjes van de Gebroeders Grimm.